# Aderus hartmanni
Aderus hartmanni is een keversoort uit de familie schijnsnoerhalskevers (Aderidae). De wetenschappelijke naam van de soort werd in 1907 gepubliceerd door Maurice Pic.